# خورشیدگرفتگی ۱۹ آوریل ۱۹۵۸
خورشیدگرفتگی ۱۹ آوریل ۱۹۵۸ (به انگلیسی: Solar eclipse of April 19, 1958) یک خورشیدگرفتگی از نوع خورشیدگرفتگی حلقه‌ای است. این خورشیدگرفتگی در تاریخ ۱۹ آوریل ۱۹۵۸ میلادی (‎۳۰ فروردین ۱۳۳۷ خورشیدی) روی داد که زمان اوج آن، ساعت ۳:۲۷:۱۷ به‌وقت ساعت هماهنگ جهانی بوده‌است. مدت زمان و طول این خورشیدگرفتگی ۷ دقیقه و ۷ ثانیه بود.